# Leslie Jensen

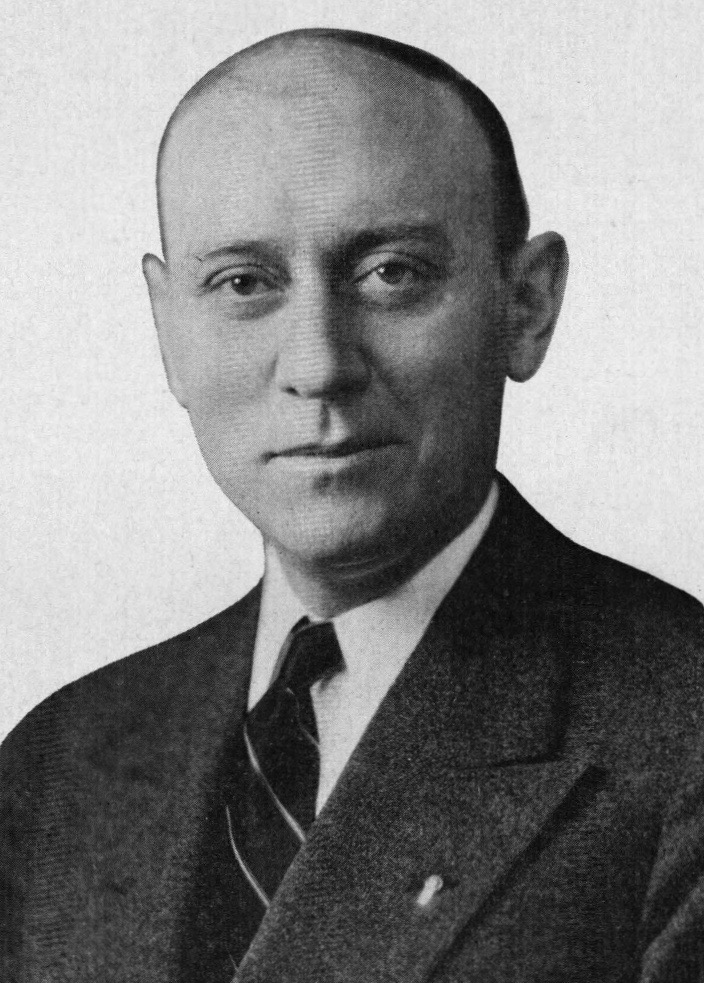
Leslie Jensen.

Leslie Jensen, född 15 september 1892 i Hot Springs, South Dakota, död 14 december 1964 i Rapid City, South Dakota, var en amerikansk republikansk politiker. Han var den 15:e guvernören i delstaten South Dakota 1937-1939.
Jensen avlade juristexamen vid University of South Dakota och deltog i första världskriget. Han arbetade för skattemyndigheten Internal Revenue Service 1922-1934.
Jensen var episkopalian. I 1936 års guvernörsval i South Dakota besegrade han ämbetsinnehavaren Tom Berry. Efter en mandatperiod som guvernör kandiderade Jensen till USA:s senat utan framgång.